# Каджая, Вера Константиновна
Вера Константиновна Каджая (1923, ССР Грузия — неизвестно, Рустави, Грузинская ССР) — старшая аппаратчица азотно-тукового завода Руставского химического комбината Министерства химической промышленности СССР, Грузинская ССР. Герой Социалистического Труда (1966).

## Биография
Родилась в 1923 году на территории современной Грузии. Трудовую деятельность начала с конца 1930-х годов после окончания местной школы. С 1955 года — аппаратчица, старшая аппаратчица азотно-тукового завода в Рустави.
Ежегодно показывала высокие трудовые результаты. В 1965 году досрочно выполнила личное социалистическое обязательство и плановые задания Семилетки (1959—1965). Указом Президиума Верховного Совета СССР от 2 апреля 1966 года удостоен звания Героя Социалистического Труда за «достигнутые успехи в развитии сельского хозяйства, промышленности и науки Грузинской ССР» с вручением ордена Ленина и золотой медали «Серп и Молот» (№ 10910).
После выхода на пенсию проживала в Рустави. С 1978 года — персональный пенсионер союзного значения. Дата смерти не установлена.